# Unión Japonesa de Rugby
La Japan Rugby Football Union es la asociación reguladora del rugby en ese país.

## Reseña histórica
La institución fue fundada el 30 de noviembre de 1926 con la fusión de Kanto Rugby Football Union creada en 1924 y Seibu Rugby Football Union en 1925.
El Chichibunomiya Stadium creado como Tokyo Rugby Stadium pasa a ser el estadio nacional en 1962.
En 1963 la JRFU crea el campeonato nacional All-Japan Rugby y al año siguiente su equivalente universitario.
Su selección principal compite en la primera edición del Asian Championship en 1969. En esa oportunidad alcanza el título en forma invicta.

## Actualidad
En la actualidad la JRFU se encarga de los varios campeonatos domésticos y de formar las selecciones nacionales.
En el 2009 la IRB (hoy World Rugby) le confió la organización del segundo Mundial Juvenil.
También en el 2009 se eligió en Dublín, a los anfitriones de las octava y novena Copas del Mundo, recayendo en la unión japonesa la organización de la segunda mencionada a celebrarse en el 2019.

## Presidentes
| Nº | Nombre           | Año  |
| -- | ---------------- | ---- |
| 1  | Yoshihiro Takagi | 1928 |
| 2  | Kumazo Tanabe    | 1953 |
| 3  | Shigeru Kayama   | 1956 |
| 4  | Masao Yukawa     | 1968 |
| 5  | Michio Yokoyama  | 1970 |
| 6  | Tokishiro Shiina | 1972 |
| 7  | Yuzuru Abe       | 1979 |

| Nº | Nombre           | Año  |
| -- | ---------------- | ---- |
| 8  | Ichiro Isoda     | 1990 |
| 9  | Toichiro Kawagoe | 1992 |
| 10 | Shigeru Konno    | 1995 |
| 11 | Tetsuo Machii    | 2001 |
| 12 | Yoshiro Mori     | 2005 |
| 13 | Tadashi Okamura  | 2013 |